# João Soares Lyra Filho
João Soares Lyra Filho (Lagoa dos Gatos, 12 de março de 1913 - Caruaru, 16 de novembro de 1999) foi um empresário e político brasileiro no estado de Pernambuco. Foi prefeito de Caruaru duas vezes (1959 a 1963 e 1973 a 1976), deputado estadual (1982 a 1990) e deputado federal (1966 a 1970). É pai do ex-governador de Pernambuco João Lyra Neto e do ex-ministro da justiça Fernando Lyra, sendo, consequentemente, o avô da atual governadora Raquel Lyra.